# Francisca Aldea Araujo
Francisca Aldea Araujo, in religione Francesca del Cuore di Gesù (Somolinos, 17 dicembre 1881 – Canillejas, 20 luglio 1936), è stata una religiosa spagnola della congregazione delle Suore della Carità del Sacro Cuore di Gesù: fucilata durante la guerra civile spagnola, è stata beatificata da papa Giovanni Paolo II nel 1998.

## Biografia
Rimasta orfana dei genitori a undici anni, fu accolta nel collegio di Santa Susanna di Madrid, tenuto dalle Suore della Carità del Sacro Cuore di Gesù: a diciotto anni entrò nel noviziato della congregazione e nel 1910 emise i voti perpetui.
Rimase nel collegio come insegnante e dedicò particolare attenzione alle orfane.
Nel 1936 i repubblicani occuparono il suo convento: la Aldea Araujo fu presa insieme con la consorella Rita, condotta nei pressi del cimitero di Canillejas e fucilata.

## Il culto
Morta in odore di santità, nel 1954 il suo corpo fu riesumato dal cementerio de la Almudena, trovato incorrotto e traslato nella cappella della casa generalizia della congregazione: fu avviato il processo di beatificazione.
Il 7 luglio 1997 papa Giovanni Paolo II ha autorizzato la Congregazione delle Cause dei Santi a promulgare il decreto sul martirio della religiosa.
È stata beatificata da papa Giovanni Paolo II il 10 maggio 1998 in Piazza San Pietro a Roma: nella stessa cerimonia sono state proclamate beate altre martiri della guerra civile spagnola (la consorella Rita Josefa Pujalte Sánchez, sette visitandine di Madrid e María Sagrario de San Luis Gonzaga), Nimatullah Youssef Kassab Al-Hardini e María Maravillas de Jesús.
Il suo elogio si legge nel Martirologio romano al 20 luglio, giorno del suo martirio.